# Liste von Persönlichkeiten der Stadt Herzberg am Harz
Die Liste von Persönlichkeiten der Stadt Herzberg am Harz enthält Personen, die in der Geschichte der niedersächsischen Stadt Herzberg am Harz eine nachhaltige Rolle gespielt haben. Es handelt sich dabei um Persönlichkeiten, die hier geboren sind oder hier gewirkt haben.
Für die Persönlichkeiten aus den nach Herzberg am Harz eingemeindeten Ortschaften siehe auch die entsprechenden Ortsartikel.

## Söhne und Töchter des Ortes
- Herzog Wolfgang von Braunschweig-Grubenhagen (1531–1595), war von 1567 bis 1595 Fürst im Fürstentum Grubenhagen
- Christian Ludwig Herzog zu Braunschweig-Lüneburg (1622–1665), Herzog des Fürstentums Calenberg und Herzog des Fürstentums Lüneburg
- Georg Wilhelm Herzog zu Braunschweig-Lüneburg (1624–1705), Herzog des Fürstentums Calenberg und Herzog des Fürstentums Lüneburg
- Johann Friedrich Herzog zu Braunschweig und Lüneburg (1625–1679), Herzog des Fürstentums Calenberg
- Sophie Amalie von Braunschweig-Calenberg (1628–1685), Königin von Dänemark, verheiratet mit Friedrich III. von Dänemark und Norwegen
- Ernst August (1629–1698), erster Kurfürst von Hannover
- Franz Daniel Freiherr von Schwachheim (1708–≈1794), Apotheker in Lausanne, Besitzer von Bad Schinznach und Gastgeber der Helvetischen Gesellschaft
- Carl Daniel Tanner (1791–1858), Graveur, Gewehrfabrikant und Königlich Hannoverscher Hof-Rüstmeister
- Louis Sichart von Sichartshoff (1797–1882), hannoverischer Generalleutnant und Militärschriftsteller
- Ida Arenhold (1798–1863), Mitbegründerin und erste Vorsteherin des Krankenhauses Friederikenstift in Hannover
- Bernhard Rodewald (1806–1874), Verwaltungsbeamter und Parlamentarier
- Johann August Ludwig Preiss (1811–1883), deutsch-britischer Naturforscher, sein offizielles botanisches Autorenkürzel lautet L. Preiss
- Hermann Hähnel (1830–1894), Maurermeister, Bauunternehmer und Architekt
- Karl von Einem (1853–1934), preußischer Generaloberst
- Ernst von Einem (1856–1931), preußischer Generalleutnant
- Alma Erdmann (1872–1955), Bildnismalerin und Illustratorin
- Oswald Riedel (1887–1969), Journalist und Politiker (DDP, DStP)
- Ernst Füllgrabe (1888–1971), genannt „Brommes“, Harzer Heimatdichter, geboren in Lonau
- Walter Tietje (1899–1974), vertretungsweise Landrat und Regierungsdirektor
- Karl Peix (1899–1941), Politiker (KPD) und NS-Opfer
- Wilhelm Pook (1905–1993), Architekt und Landesplaner, geboren in Sieber im Harz
- Gerd Kunath (1930–2017), Schauspieler und Theaterregisseur
- Wolf Spillner (1936–2021), deutscher Naturfotograf und Schriftsteller
- Otto Koch (1937–2010, emigriert 1959), Inhaber von Chicken Delight Canada[2][3]
- Gisela Zies (* 1939), Schriftstellerin
- Hans-Jörg Uther (* 1944), Literaturwissenschaftler und Erzählforscher
- Antje-Katrin Kühnemann (1945–2025), Ärztin und Fernsehmoderatorin
- Hanne Bergius (* 1947), Kunsthistorikerin
- Lutz Bandekow (* 1948), Mediziner und Offizier, Generalarzt der Bundeswehr 2003–2007
- Peter Zilvar (* 1950), Leiter des Interkulturellen Zentrums und Esperantist des Jahres 2007
- Friedrich Neumann (* 1957), Musikpädagoge und Schulbuchautor in Glienicke bei Berlin
- Wilfried Ließmann (* 1958), Mineraloge und Montanhistoriker
- Andreas Pohlmann (* 1959), Künstler, Kunstwissenschaftler und Fotograf
- Ada Borkenhagen (* 1966), Psychologin, Psychoanalytikerin und Hochschullehrerin
- Markus Raab (* 1968), Sportwissenschaftler, Sportpsychologe und Hochschullehrer
- Sascha Empacher (* 1969), Sportmanager und Unternehmer, Fußballagent
- Sabine Ziemke (* 1970), Journalistin, Fernseh- und Veranstaltungsmoderatorin und Medientrainerin
- Tatjana Steinhauer (* 1991), Wasserball-Nationalspielerin und EM-Teilnehmerin
- Steffen Brinkmann (* 1994), Komponist von Filmmusik und Videospielmusik
- Cedric Meissner (* 2000), Tischtennisspieler

## Weitere Persönlichkeiten, die mit dem Ort in Verbindung stehen
- Philipp I., Herzog von Braunschweig-Grubenhagen (1476–1551), aus der Familie der Welfen, war Fürst im Fürstentum Grubenhagen und starb in Herzberg
- Johann Julius von Uslar (1752–1829), Forstwissenschaftler, war von 1781 bis 1829 Oberförster von Herzberg
- Johann Georg Conrad Oberdieck (1794–1880), lutherischer Pfarrer und einer der bedeutendsten deutschen Pomologen des 19. Jahrhunderts, starb in Herzberg
- Johann Andreas Engelhardt (1804–1866), Orgelbauer des 19. Jahrhunderts, hatte seine Werkstatt in der Fabrikstraße
- Georg Schulze (1807–1866), evangelischer Theologe in Scharzfeld, Germanist, Autor, Herausgeber und Dichter, Mitarbeiter am Grimmschen Wörterbuch
- Fritz Becker (1892–1967), Offizier, zuletzt Generalleutnant sowie letzter Kampfkommandant von Bremen im Zweiten Weltkrieg
- Joachim Gießner (1913–2003), von 1966 bis 1978 Bahnhofsvorsteher und bis 2002 Einwohner der Stadt
- Zofia Słaboszowska (1933–2004), polnische Schauspielerin, starb hier
- Wolfgang Lampe (1953–2015), Ingenieur, Sachbuchautor, Montanhistoriker und Archivar in Clausthal-Zellerfeld
- Ralf Nielbock (* 1954), Geologe und Betriebsleiter der Einhornhöhle in Scharzfeld
- Eva Herman (* 1958), Autorin und ehemalige Fernsehmoderatorin, verbrachte den größten Teil ihrer Kindheit in Herzberg und besuchte das Ernst-Moritz-Arndt-Gymnasium
- Andreas Philippi (* 1965), Sozialminister von Niedersachsen und Mitglied des Bundesrates; als Chirurg und Kommunalpolitiker in Herzberg tätig
- Jens-Christian Wagner (* 1966), Historiker und Leiter der Stiftung Gedenkstätten Buchenwald und Mittelbau-Dora in Weimar; wuchs in Herzberg auf und besuchte das Ernst-Moritz-Arndt-Gymnasium